# Lucienne Boyer
Lucienne Boyer (vero nome Émilienne-Henriette Boyer) (Parigi, 18 agosto 1903 – Parigi, 6 dicembre 1983) è stata una cantante francese.
Divenne famosa nel periodo tra la prima e la seconda guerra mondiale. La sua canzone più celebre è Parlez-moi d'amour.

## Biografia
Suo padre, pompiere, fu ucciso durante il primo conflitto mondiale. Dopo aver contribuito giovane allo sforzo bellico, lavora nel negozio di sua madre come modista. Diventa poi modella per il pittore Foujita, colpito dalla sua bellezza.
Tra il 1916 e il 1917, debutta al Théâtre de l'Athénée in: Michel; Concordia ed Eldorado e al Concert Mayol. Nel 1927 il produttore statunitense Lee Schubert la nota e la ingaggia con un contratto a Broadway della durata di nove mesi, in compagnia di Germaine Lix e dell'eccentrico Môme Moineau.
Nel 1928 ritornata a Parigi, apre il cabaret Les Borgias e incide il suo primo disco, Tu me demandes si je t'aime.
Nel 1930 incide l'indimenticabile Parlez-moi d'amour, scritta per lei da Jean Lenoir. (Ascolta la canzone  ) Il  disco raggiunge l'apice del successo al Grand Prix de l'Académie Charles-Cros nello stesso anno. Tra le canzoni più famose c'è anche Mon Cœur est un violon.
Incide alcuni dei suoi brani con il duo Pills e Tabet e sposa Jacques Pills. Anche la loro figlia Jacqueline diventerà poi cantante di successo.
Riposa al cimitero parigino di Bagneux, presso Parigi.